# 金黄马先蒿
金黄马先蒿（学名：[Pedicularis aurata] 错误：{{Lang}}：文本有斜体标记（帮助））为列当科马先蒿属的植物，是中国的特有植物。分布在中国大陆的西藏、云南等地，生长于海拔3,300米至3,600米的地区，一般生长在松林他竹林中荫处，目前尚未由人工引种栽培。